# PowerArchiver
PowerArchiver [ˈpauəˌaːkaivə(r)] je proprietární archivační program pro MS Windows i macOS autora Ivana Petroviče (ConeXware). 

## Formáty
Krom svého nativního formátu PA umí vytvářet archivy ZIP, ZIPX, 7z, TAR/GZIP/BZIP2, CAB a ISO; je schopen rozbalit přes 60 formátů.

## Historie
Vývoj započal léta 1998 a v březnu následujícího roku byla uvolněna prvá verze. Zpočátku byl znám pod označením EasyZip a šlo o freewarový program, teprve v roce 2001 se překlopil do shareware. Jeho poslední verze plně podporuje Windows 7 až 11, respektive macOS (počínaje verzí Sierra; jen 64-bit). Šířen jako trialware, po instalaci funguje po dobu 40 dní.

## Přijetí
Roku 2011 jej Softpedia oznámkovala pěti hvězdičkami, tj. znamenitě (angl. excellent); ocenila širokou podporu komprimovaných archivů, FTP i zálohování, a upozornila na nekompletní podporu souborů VHD.